# Drusenheim
Drusenheim es una localidad y comuna francesa, situada en el departamento de Bajo Rin en la región de Alsacia. Tiene una población de 4.723 habitantes y una densidad de 300 h/km².

## Demografía
| 2907 | 3335 | 3827 | 4309 | 4363 | 4723 |
| Para los censos de 1962 a 1999 la población legal corresponde a la población sin duplicidades (Fuente: INSEE [Consultar]) |      |      |      |      |      |